# M9 (Машрік)
M9 — другорядний маршрут із півночі на південь у міжнародній мережі доріг Арабського Машреку, що з’єднує міста Аль-Айн і Нізва. Дорога починається в Аль-Айні, а потім пролягає через Мазіад і Хафіт до Нізви. Дорога пролягає через дві країни, а саме Об'єднані Арабські Емірати та Оман.

## Номери національних доріг
Автомагістраль M9 проходить через такі національні дороги з півночі на південь:
| Номер                      | Маршрут                            |
| Об'єднані Арабські Емірати | Об'єднані Арабські Емірати         |
| -------------------------- | ---------------------------------- |
| E66                        | Аль-Айн - Оман                     |
| Оман                       |                                    |
| O21                        | Об'єднані Арабські Емірати - Нізва |